# Beaver Hill Lake
Beaver Hill Lake är en sjö i Kanada.   Den ligger i provinsen Manitoba, i den sydöstra delen av landet, 1 700 km nordväst om huvudstaden Ottawa. Beaver Hill Lake ligger 197 meter över havet. Arean är 100 kvadratkilometer. Den sträcker sig 16,9 kilometer i nord-sydlig riktning, och 21,4 kilometer i öst-västlig riktning.
Trakten runt Beaver Hill Lake är nära nog obefolkad, med mindre än två invånare per kvadratkilometer.